# Jagsthausen
Jagsthausen – miejscowość i gmina w Niemczech, w kraju związkowym Badenia-Wirtembergia, w rejencji Stuttgart, w regionie Heilbronn-Franken, w powiecie Heilbronn, wchodzi w skład wspólnoty administracyjnej Möckmühl. Leży nad rzeką Jagst, ok. 27 km na północny wschód od Heilbronn, przy linii kolejowej Bad Friedrichshall–Dörzbach.